# Ahmed Awad
Pour les articles homonymes, voir Awad.
Ahmed Awad Mohammad, abrégé Ahmed Awad, né le 1er juin 1992 est un footballeur international palestinien, possédant également la nationalité suédoise. Il évolue au poste d'Attaquant au Police Tero FC.

## Carrière

### En équipe nationale
Ahmed Awad choisit de représenter le pays de ses parents : la Palestine. Il honore sa première sélection le 29 mars 2016 lors d'un match contre le Timor oriental.

## Statistiques
| Saison                | Club                  | Championnat           | Championnat | Championnat | Coupe(s) nationale(s) | Coupe(s) nationale(s) | Palestine | Palestine | Total | Total |
| Saison                | Club                  | Division              | M.          | B.          | M.                    | B.                    | M.        | B.        | M.    | B.    |
| 2011                  | Dalkurd FF            | Division 1 Norra      | 24          | 9           | 0                     | 0                     | -         | -         | 24    | 9     |
| 2012                  | Dalkurd FF            | Division 1 Norra      | 15          | 2           | 0                     | 0                     | -         | -         | 15    | 2     |
| Sous-total            | Sous-total            | Sous-total            | 39          | 11          | 0                     | 0                     | -         | -         | 39    | 11    |
| 2013                  | IFK Värnamo           | Superettan            | 23          | 0           | 1                     | 0                     | -         | -         | 24    | 0     |
| Sous-total            | Sous-total            | Sous-total            | 23          | 0           | 1                     | 0                     | -         | -         | 24    | 0     |
| 2014                  | Dalkurd FF            | Division 1 Norra      | 24          | 5           | 5                     | 2                     | -         | -         | 29    | 7     |
| 2015                  | Dalkurd FF            | Division 1 Norra      | 24          | 11          | 0                     | 0                     | -         | -         | 24    | 11    |
| 2016                  | Dalkurd FF            | Superettan            | 26          | 6           | 1                     | 0                     | 1         | 0         | 28    | 6     |
| Sous-total            | Sous-total            | Sous-total            | 74          | 22          | 6                     | 2                     | 1         | 0         | 81    | 24    |
| Total sur la carrière | Total sur la carrière | Total sur la carrière | 136         | 33          | 7                     | 2                     | 1         | 0         | 144   | 35    |